# Liste der Staatsoberhäupter 598
Übersicht
◄◄ | ◄ | 594 | 595 | 596 | 597 | Liste der Staatsoberhäupter 598 | 599 | 600 | 601 | 602 | ► | ►►

Weitere Ereignisse

## Afrika
- Aksumitisches Reich
  - König: Israel (ca. 590–ca. 600)

## Amerika
- Maya
  - Copán
    - Herrscher: Butz' Chan (578–628)

  - Palenque
    - Herrscher: Yohl Ik'nal (583–604)

  - Tikal
    - Herrscher: Animal Skull (um 593–628)

  - Toniná
    - Herrscher: K'inich Hix Chapat (595–665)

## Asien
- Bagan
  - König: Htunpyit (582–598)
  - König: Htunchit (598–613)

- China
  - Kaiser: Sui Wendi (581–604)

- Östliches Reich der Gök-Türken
  - Khan: T'u-lan (587–600)

- Westliches Reich der Gök-Türken
  - Khan: Tardu (575–603)

- Iberien (Kartlien)
  - König: Stefanos I. (ca. 590–627)

- Indien
  - Chalukya
    - König: Mangalesa (597–609)

  - Kadamba
    - König: Aja Varman (565–606)

  - Pallava
    - König: Simha Vishnu (575–615)

  - Pandya
    - König: Maravarman Avani Culamani (590–620)

- Japan
  - Kaiser: Suiko (592–628)

- Korea
  - Baekje
    - König: Wideok (554–598)
    - König: Hye (598–599)

  - Goguryeo
    - König: Yeongyang (590–618)

  - Silla
    - König: Jinpyeong (579–632)

- Lachmidenreich
  - König: an-Nuʿmān III. (580–602)

- Sassanidenreich
  - Schah (Großkönig): Chosrau II. (590–628)

## Europa
- Awarisches Reich
  - Khagan: Baian I. (562–602)

- England (Heptarchie)
  - Bernicia
    - König: Æthelfrith (592–616)

  - Deira
    - König: Æthelric (588/590/599–593/604)

  - East Anglia
    - König: Rædwald (593/599–625)

  - Essex
    - König: Sledda (ca. 587–ca. 603)

  - Kent
    - König: Æthelberht (560/585–616/618)

  - Mercia
    - König: Pybba (593–606)

  - Northumbria
    - König: Æthelfrith (592–616)

  - Wessex
    - König: Ceolwulf (597–611)

- Fränkisches Reich
  - Austrasien: Theudebert II. (596–612)
  - Neustrien: Chlothar II. (584–629)
  - Burgund: Theuderich II. (596–613)
  - Herzogtum Baiern: Tassilo I. (593–610)

- Langobardenreich
  - König: Agilulf (590–615)
  - Autonome langobardische Herzogtümer:
    - Herzog: Arichis I. (591–641)
    - Herzog des Friaul: Gisulf II. (590–610)
    - Herzog von Spoleto: Ariulf (591–601)

- Oströmisches Reich
  - Kaiser: Maurikios (582–602)

- Schottland
  - Dalriada
    - König: Aidan (574–608)

- Wales
  - Gwynedd
    - König: Beli ap Rhun (ca. 580–ca. 599)

- Westgotenreich
  - König: Rekkared I. (586–601)

## Religiöse Führer
- Papst: Gregor I. (590–604)
- Patriarch von Konstantinopel: Kyriakos (596–606)